# Grant (Minnesota)
Grant is een plaats (city) in de Amerikaanse staat Minnesota, en valt bestuurlijk gezien onder Washington County.

## Demografie
Bij de volkstelling in 2000 werd het aantal inwoners vastgesteld op 4026.
In 2006 is het aantal inwoners door het United States Census Bureau geschat op 4055, een stijging van 29 (0.7%).

## Geografie
Volgens het United States Census Bureau beslaat de plaats een oppervlakte van
70,0 km², waarvan 66,5 km² land en 3,5 km² water.

## Plaatsen in de nabije omgeving
De onderstaande figuur toont nabijgelegen plaatsen in een straal van 8 km rond Grant.